# Rourea carvalhoi
Rourea carvalhoi é uma espécie  de planta com flor pertencente à família Connaraceae.
A autoridade científica da espécie é Forero, Carbonó & L.A. Vidal, tendo sido publicada em Revista Brasileira de Botânica 7(1): 72–74, f. 5. 1984.

## Brasil
Esta espécie  é nativa e endémica do Brasil, podendo ser encontrada na Região Nordeste. Em termos fitogeográficos pode ser encontrada no domínio da Mata Atlântica.
Não ocorrem táxons infra-específicos no Brasil.